# Matrix-M
Matrix-M est un adjuvant immunologique à base de saponine qui stimule les réponses immunitaires humorales et cellulaires aux vaccins,,. Il a été breveté en 2020 par Novavax. Il est composé de nanoparticules de saponines extraites d'arbres Quillaja saponaria (écorce de savon), de cholestérol et de phospholipides,,. Il s'agit d'un complexe immunostimulant (ISCOM), qui sont des nanosphères formées lorsque la saponine est mélangée à deux types de graisses.
Les adjuvants augmentent la réponse immunitaire du corps à un vaccin en créant des niveaux plus élevés d'anticorps. Ils peuvent soit améliorer, moduler et/ou prolonger la réponse immunitaire de l'organisme, réduisant ainsi le nombre de vaccinations nécessaires à l'immunisation.
L'adjuvant Matrix-M est utilisé dans un certain nombre de vaccins candidats, notamment le vaccin contre le paludisme R21/Matrix-M,, les vaccins contre la grippe, et dans le vaccin approuvé Novavax COVID-19,. En 2021, le candidat vaccin R21/Matrix-M a montré une efficacité de 77 % sur une période de 12 mois,. Dans les vaccins candidats contre la grippe, Matrix-M s'est avéré offrir une protection croisée contre plusieurs souches de grippe,,.
Novavax teste également un candidat vaccin combiné contre la grippe et le COVID-19 avec Matrix-M.